# جبار فيلي
جبار فيلي (مواليد 8 مايو 1950) هو ملاكم إيراني، مثّل بلاده في الألعاب الأولمبية الصيفية 1972.

## روابط خارجية
جبار فيلي على موقع أوليمبيديا (الإنجليزية)